# Józef Stefaniak
Józef Stefaniak [výsl. přibližně juzef stefaňak] (* 14. března 1941 Piątek) je bývalý polský hokejový útočník. 

## Hokejová kariéra

### Klubová kariéra
Hrál za tým Boruta Zgierz (1956-1961), Pomorzanin Toruň (1962-1966), ŁKS Łódź (1969-1976) a v Rakousku za EHC Lustenau. V sezónách 1965/66 a 1968/69 vyhrál kanadské bodování polské ligy. V polské lize nastoupil ve 386 utkáních a dal 298 gólů.

### Reprezentační kariéra
Polsko reprezentoval na olympijských hrách v roce 1964 v Innsbrucku a na 7 turnajích mistrovství světa v letech 1965, 1966, 1967, 1969, 1970, 1971 a 1976. Za polskou reprezentaci nastoupil v letech 1964-1976 ve 103 utkáních a dal 34 gólů.